# Zucchetto
Este o boneta mai micuța pentru a acoperi o mică parte a capului.Este folosită de episcopii și cei de rang mai înalt cum ar fi cardinalii și papa.Este un obiect catolic